# Satyrus mienshanicus
Satyrus mienshanicus är en fjärilsart som beskrevs av Holik 1956. Satyrus mienshanicus ingår i släktet Satyrus och familjen praktfjärilar. Inga underarter finns listade.